# 九龍區專線小巴24線
九龍區專線小巴24線，由暢通管理營辦，循環來往藍田（啟田商場）及鯉魚門（三家村），途經平田邨、德田邨、廣田邨、油塘油美苑及鯉魚門海鮮街牌坊。
九龍區專線小巴24M線，由暢通管理營辦，來往油塘站及藍田公園，途經油塘（鯉魚門道）及藍田（碧雲道），為碧雲道住宅區居民提供接駁港鐵的服務。

## 歷史及現況
本兩路線提供鯉魚門、油塘工業區、油塘站往來藍田（藍田廣田邨、康柏苑、康雅苑、德田邨、平田邨及啟田邨）的專線小巴服務，前身可溯至第一代24號線，於1979年7月起投入服務，是九龍區早期開辦專線小巴之一，亦是觀塘區首三條專線小巴路線之一（還有往來觀塘（仁愛圍）至觀塘（雲漢邨）的23線，以及已取消的25線，走線和現今的24S線大致相同）。 
- 1989年8月：配合地鐵藍田站（現稱港鐵藍田站）啟用及東隧支線通車，路線編號24改稱24M，並加開往來藍田地鐵站的輔助線[2]
- 1990年4月18日：藍田公共運輸交匯處啟用後，改以該處為總站，並取消循環運作。藍田碧雲道一帶屋邨入伙後，往來藍田的服務便分拆出來，並改經碧雲道往來，路線改回24號線（即本路線），原有往來藍田站的服務仍然保留。[3]
- 2002年8月4日：為配合地鐵將軍澳線油塘站啟用，加開輔助路線，由興田邨至油塘站（當時總站設於鯉魚門道油美苑外），方便碧雲道沿線屋邨居民於油塘站轉乘港鐵[4]（輔助路線24M亦縮短為來往鯉魚門（三家村碼頭）及油塘地鐵站（茶果嶺道），但有線無車，後來更取消服務）。
- 2012年7月2日：配合油塘大本型商場基座的油塘公共運輸交匯處啟用，短程班次總站遷往該處及將路線編號改為24M。
- 2013年8月18日：調整收費，全程收費由$2.9加至$3.2。同日起24號線於每日上午10時至下午5時期間改經崇信街及仁宇圍往三家村碼頭，不經高輝道及東源街。[5]
- 2013年10月1日：24號線往藍田方向不經油塘公共交通交匯處，改停高超道油塘中心對面的車站。
- 2015年1月4日：調整收費，24號線全程收費由$3.2加至$3.8，並增設分段收費；而24M號線全程收費由$3.2加至$3.4。[6]
- 2017年8月19日：增設短程輔助服務，循環往返油塘公共運輸交匯處至鯉魚門（三家村），途經崇德圍（Peninsula East對出）[7]，營辦商自行給予該輔助線「24S」編號。[8]同日起，除10:00-17:00之班次外，此路線的正規班次亦繞經崇德圍。
- 2022年5月30日：24全日繞經高輝道，24S取消。

此兩路線途經藍田北及碧雲道一帶屋邨屋苑來往油塘﹑鯉魚門，居民可以直接到油塘站轉乘港鐵至港島及九龍市區，加上油塘站旁邊的房委會商場大本型在2012年開幕，使不少藍田居民到該處遊逛；而藍田及油塘區均有不少學校，學生乘客亦有一定的比例；總括來說，藍田半山一帶的居民主要靠這兩條路線出入，因此兩線的客量頗佳（特別是藍田與大本型之間），尤其是上下午繁忙時間，總站及沿途各車站都有不少乘客等候，惟間中兩線班次不太穩定，加上兩線從藍田開出行駛至廣田邨時已告滿座，車站等候的乘客未能上車，以致部分乘客苦候得不耐煩，而轉搭九巴216M線。

## 服務時間
24線
- 星期一至星期六：06:00-23:30（10-15分鐘一班）
- 星期日及公眾假期：07:10-22:40（10-15分鐘一班）

24M線
- 每日：06:15-00:00（4-6分鐘一班）

24M線特別班次：碧雲道（廣田商場）↔油塘站〔循環線〕
- 星期一至星期六（假日除外）：07:00-09:15（6-8分鐘一班）

## 收費
24線
- 全程收費：$4.7
  - 油塘站來往興田邨：$4.3
  - 油塘站往三家村碼頭：$4.3
  - 廣田邨往平田邨：$4.3

24M線
- 全程收費：$4.3| - 此路線大小同價。 - 65歲或以上長者使用長者或個人八達通（包括「樂悠咭」），合資格殘疾人士使用「殘疾人士身份」個人八達通，以及60至64歲香港居民使用「樂悠咭」繳付車資，均可享有每程劃一$2.0的政府長者及合資格殘疾人士公共交通票價優惠計劃。 - 乘客可以現金或八達通卡於上車時付款，不設找贖。 |

## 用車
24系列路線全數使用豐田Coaster小巴，當中24M線於2020年加入了一輛GMI Gemini柴電混合動力小巴行駛。

## 行車路線
- 途經：安田街、德田街、連德道、^碧雲道、^高超道、^鯉魚門道、^迴旋處、^高超道、^#油塘公共運輸交匯處、高超道、茶果嶺道、高輝道、崇德圍、東源街、崇信街、茶果嶺道、#高超道、#迴旋處、#鯉魚門道、#高超道、#碧雲道、連德道、慶田街及安田街

24M往油塘站方向途經有^號的街道，往藍田公園方向途經有#號的街道